# Nerve (romanzo)
Nerve è un romanzo di genere thriller e young adult del 2012 di Jeanne Ryan. Dall'opera è stato tratto un omonimo film.

## Trama
Shy junior Vee e il suo amico Tommy si iscrivono insieme a Nerve, gioco online che spinge i suoi concorrenti a superare delle sfide e condividere il video dell'impresa attraverso l'apposita app. Il gioco si rivela tuttavia ben più pericoloso di come potesse apparire: a Shy non resta che tentare il tutto per tutto per smascherare i diabolici creatori dell'applicazione.

## Accoglienza
Amy Phelps di Parkersburg News and Sentinel ha definito il libro "un viaggio mentale che spinge a porsi delle domande sugli effetti della popolarità di reality show e dei reality game".

## Adattamento cinematografico
Nel 2016 è stato distribuito da Lionsgate un film tratto dall'opera. Il film è stato diretto da Henry Joost e Ariel Schulman e interpretato da attori come Emma Roberts, Dave Franco e Machine Gun Kelly.